# Kondliganahalli, Chintamani
Kondliganahalli là một làng thuộc tehsil Chintamani, huyện Chikkaballapur, bang Karnataka, Ấn Độ.